# Copa Catalunya de futbol masculina 1925
La Copa Catalunya de futbol de 1925 fou una competició catalana de futbol que es disputà la temporada 1925-26, a les darreries de l'any 1925 i que fou guanyada per Terrassa FC.

## Competició
El dia 14 de juny de 1925, es disputà un partit al camp de Les Corts que enfrontà el FC Barcelona i el CE Júpiter en homenatge a l'Orfeó Català. L'himne d'Espanya, la Marxa Reial, va ser xiulat i en represàlia pels fets, el Camp de les Corts fou clausurat per a una durada de sis mesos, que finalment fou reduïda a tres.
El Barça no podia usar el seu camp i els clubs catalans van decidir ajornar el començament del Campionat de Catalunya fins que la sanció hagués expirat. Durant el temps en què s'ajornà el Campionat, la Federació organitzà un torneig anomenat Copa Catalunya en que prengueren part tots els clubs de Primera A excepte el sancionat Barcelona. La competició es disputà en forma de lligueta, tots contra tots, a una volta, disputant els partits en camp neutral. La competició es disputà durant els mesos d'octubre a desembre de 1925. El campió de la copa fou el FC Terrassa en dura pugna amb RCD Espanyol i FC Martinenc.

## Classificació
| Pos | Equip           | PJ | PG | PE | PP | GF | GC | DG  | Pts | Classificació |
| --- | --------------- | -- | -- | -- | -- | -- | -- | --- | --- | ------------- |
| 1   | Terrassa FC (C) | 6  | 5  | 0  | 1  | 24 | 15 | +9  | 10  | Campió        |
| 2   | RCD Espanyol    | 6  | 4  | 1  | 1  | 21 | 13 | +8  | 9   |               |
| 3   | FC Martinenc    | 6  | 4  | 1  | 1  | 17 | 14 | +3  | 9   |               |
| 4   | CE Sabadell     | 6  | 2  | 0  | 4  | 14 | 16 | −2  | 4   |               |
| 5   | Gràcia FC       | 6  | 2  | 0  | 4  | 13 | 20 | −7  | 4   |               |
| 6   | CE Europa       | 6  | 1  | 1  | 4  | 16 | 17 | −1  | 3   |               |
| 7   | UE Sants        | 6  | 1  | 1  | 4  | 12 | 22 | −10 | 3   |               |

## Resultats

### Jornada 1
| CE Europa                           | 4 - 5     | UE Sants                                                 |
| ----------------------------------- | --------- | -------------------------------------------------------- |
| Pellicer 10' · Armas 29' · Cros 65' | Jornada 1 | Feliu 25' · Gularons 34' · Martínez 55' · Rini · Monleón |

| RCD Espanyol                                | 8 - 2     | FC Martinenc             |
| ------------------------------------------- | --------- | ------------------------ |
| Padrón 4' 23' · Mauri 8' 20' · Olariaga 15' | Jornada 1 | Lakatos · Rodríguez (p.) |

| FC Gràcia      | 4 - 6     | Terrassa FC                  |
| -------------- | --------- | ---------------------------- |
| Soler · Sastre | Jornada 1 | Broto (p.) · Canals · Argemí |

### Jornada 2
| RCD Espanyol    | 2 - 1     | CE Europa |
| --------------- | --------- | --------- |
| Oramas · Padrón | Jornada 2 | Cros      |

| FC Martinenc                   | 4 - 1     | Terrassa FC |
| ------------------------------ | --------- | ----------- |
| Vilar · Rodríguez (p.) · Batet | Jornada 2 | Broto (p.)  |

| FC Gràcia                     | 3 - 1     | CE Sabadell |
| ----------------------------- | --------- | ----------- |
| Paló 11' · Sastre · Sales 75' | Jornada 2 | Zamora 1'   |

### Jornada 3
| Sants | 1 - 1   | Espanyol |
| ----- | ------- | -------- |
|       | Informe |          |

| Sabadell | 1 - 2   | Martinenc |
| -------- | ------- | --------- |
|          | Informe |           |

| Europa | 4 - 5   | Terrassa |
| ------ | ------- | -------- |
|        | Informe |          |

### Jornada 4
| Gràcia | 2 - 4   | Martinenc |
| ------ | ------- | --------- |
|        | Informe |           |

| Sants | 2 - 5   | Terrassa |
| ----- | ------- | -------- |
|       | Informe |          |

| Sabadell | 4 - 3   | Europa |
| -------- | ------- | ------ |
|          | Informe |        |

### Jornada 5
| Espanyol | 1 - 5   | Terrassa |
| -------- | ------- | -------- |
|          | Informe |          |

| Gràcia | 0 - 3   | Europa |
| ------ | ------- | ------ |
|        | Informe |        |

| Sants | 1 - 5   | Sabadell |
| ----- | ------- | -------- |
|       | Informe |          |

### Jornada 6
| Martinenc | 1 - 1   | Europa |
| --------- | ------- | ------ |
|           | Informe |        |

| Espanyol | 5 - 3   | Sabadell |
| -------- | ------- | -------- |
|          | Informe |          |

| Gràcia | 3 - 2   | Sants |
| ------ | ------- | ----- |
|        | Informe |       |

### Jornada 7
| Terrassa | 2 - 0   | Sabadell |
| -------- | ------- | -------- |
|          | Informe |          |

| Martinenc | 4 - 1   | Sants |
| --------- | ------- | ----- |
|           | Informe |       |

| Espanyol | 4 - 1   | Gràcia |
| -------- | ------- | ------ |
|          | Informe |        |

### Desempat per la segona posició
| RCD Espanyol                                        | 4 - 2 | FC Martinenc                |
| --------------------------------------------------- | ----- | --------------------------- |
| Zabala 10' · Mauri 20' · Olariaga 35' · Yurrita 63' | [ 4 ] | Lakatos 50' · Creixells 87' |